# Maranayakanahalli, Nagamangala
Maranayakanahalli là một làng thuộc tehsil Nagamangala, huyện Mandya, bang Karnataka, Ấn Độ.